# Horskær
Horskær er et naturområde ud til Kattegat på østsiden af Gyllingnæs i Odder Kommune.
Området er en del af det store Natura 2000-område nr. 56 Horsens Fjord, havet øst for og Endelave (samlet areal på 45.823 ha.), og er både habitatområde, ramsarområde og fuglebeskyttelsesområde; et areal på 18 hektar med strandeng og strandsøer . Et område på 18 hektar blev fredet i 1985 .
Der er afgræssede strandenge nogle tanger og tre små kystlaguner, som er en prioriteret naturtype, og er en meget besøgt rasteplads for edderfugle og andre dykænder. Der er i alt observeret 150 fuglearter ved Horskær, og nogle gange ses spættet sæl. Der er lukket for adgang i yngleperioden, men der er adgang til til fods i perioden 1. august til 1. marts.

## Ekstene kilder og henvisninger
1. ↑  Om fredningen på Danmarks Naturfredningsforenings websted

- Wikimedia Commons har flere filer relateret til Horskær
- Om Natura 2000 planen Arkiveret 3. september 2012 hos  Wayback Machine

55°51′37.28″N 10°12′9.85″Ø / 55.8603556°N 10.2027361°Ø